# Lagenaria
Lagenaria es un género de plantas trepadoras perteneciente a   la familia de las cucurbitáceas. Incluye especies, que son perennes y originarias de África tropical. La única especie anual, Lagenaria siceraria, ha sido cultivada durante milenios en regiones tropicales de África y América debido a sus frutos. Estos pueden cosecharse verdes y usarse como verdura o bien, maduros y secos, y utilizarse como recipiente. Comprende 23 especies descritas y de estas solo 4 aceptadas.

## Descripción
Son plantas anuales, trepadoras, herbáceas, robustas; monoicas. Hojas ampliamente ovadas o reniformes, 3–25 cm de largo y ancho, ampliamente cordadas, sinuado-denticuladas, suavemente pubescentes, no lobadas o cortamente 5–7-palmatilobadas, los lobos redondeados, acuminados, apiculados; pecíolos 3–12 cm de largo, crespo-pubescentes, glandulosos en ambos lados en el ápice, las glándulas pequeñas, verdes, lustrosas, recurvadas; zarcillos 2-ramificados. Flores solitarias, abriéndose por la tarde; flores estaminadas en pedicelos vellosos y de 6–30 cm de largo, hipanto obcónico, 11–20 mm de largo, verde, sépalos 5, triangular-lanceolados a lanceolados, 3–11 mm de largo, agudos, pétalos 5, 2.5–4.7 cm de largo, libres, ampliamente obovados, blancos con nervios verdes, estambres 3, insertos en el hipanto, libres, tecas convolutas; flores pistiladas en pedicelos de 2–10 cm de largo, hipanto muy corto, perianto similar al de las flores estaminadas, ovario globoso a elipsoide, velloso, 10–35 mm de largo, placentas 3, óvulos numerosos, horizontales, estigmas 3. Fruto usualmente grande, globoso a cilíndrico, frecuentemente lageniforme o biventricoso, comúnmente 10–100 cm de largo y 10–30 cm de ancho, verde, tornándose amarillo y de cáscara dura cuando maduro, liso, indehiscente; semillas numerosas, variables en forma y ornamentación, oblongas en su forma general, algo comprimidas, usualmente con 2 crestas faciales longitudinales, 7–20 mm de largo.

## Taxonomía
El género fue descrito por Nicolas Charles Seringe y publicado en Mémoires de la Société de Physique et d'Histoire Naturelle de Genève 3(1): 25, pl. 2, en 1825. La especie tipo es: Lagenaria vulgaris Ser. 

## Especies
- Lagenaria abyssinica
- Lagenaria breviflora
- Lagenaria guineensis
- Lagenaria rufa
- Lagenaria siceraria
- Lagenaria sphaerica